# Rachel Feinstein
Rachel Feinstein (født 1971 i Miami) er en amerikansk kunstner. Hun arbejder især med skulptur og er kendt for en barok, fantasifuld stil. Feinstein er blandt andet inspireret af den danske forfatter H.C. Andersen. Et af hendes kendte værker er The Snow Queen.
Feinstein udstiller jævnligt i USA, Asien og Europa. Feinstein er uddannet i kunst og filosofi ved Columbia University og ved the Skowhegan School of Painting and Sculpture.

## Eksterne Referencer
Om Snedronningen Arkiveret 1. februar 2012 hos  Wayback Machine